# Timpina texana
Timpina texana är en mångfotingart som beskrevs av Chamberlin 1912. Timpina texana ingår i släktet Timpina och familjen storjordkrypare. Inga underarter finns listade i Catalogue of Life.